# Henrik Dam Kristensen
Henrik Dam Kristensen (Vorbasse, 31 de enero de 1957) es un político danés y expresidente del parlamento danés desde 2019 hasta 2022. Ha sido miembro del parlamento danés por los socialdemócratas desde 1990-2004 y nuevamente desde 2007, durante el cual se desempeñó como ministro de Agricultura y Pesca (1994-1996), ministro de Alimentación (1996-2000), ministro de Asuntos Sociales (2000-2001), ministro de Transportes (2011-2013) y ministro de Trabajo (2014-2015). Se desempeñó como presidente del Consejo Nórdico en 2011 y 2016.

## Vida personal
Henrik Dam Kristensen nació el 31 de enero de 1957 en Vorbasse como hijo del herrero Ove Dam Kristensen y de la empresaria Gudrun Dam Kristensen. Trabajó como cartero rural en Vorbasse de 1978 a 1986, después de lo cual trabajó para el Consejo Danés para los Refugiados (en danés, Dansk Flygtningehjælp) en Grindsted entre 1986 y 1988. Fue director de AOF Grindsted durante dos años.
Está casado con Bente Dam Kristensen.

## Carrera política
Kristensen fue elegido miembro del Folketing por primera vez en 1990 y reelegido en 1994, 1998 y 2001. De 1996 a 2000 fue ministro de Alimentación, hasta 2000, donde fue nombrado ministro de Asuntos Sociales. De 2004 a 2006, Kristensen fue miembro del Parlamento Europeo y formó parte de la Comisión de Pesca del Parlamento Europeo, la Comisión de Mercado Interior y Protección del Consumidor y la Delegación para las Relaciones con los Países de Europa Sudoriental.
El 3 de octubre de 2011, Kristensen fue nombrado ministro de Transporte en el gobierno de Helle Thorning-Schmidt y dejó el cargo el 9 de agosto de 2013. El 10 de octubre de 2014 ingresó nuevamente en el gabinete, cuando fue nombrado ministro de Trabajo. De 2011 a 2012, y nuevamente de 2016 a 2017, fue presidente del Consejo Nórdico.
El 21 de junio de 2019, Kristensen fue nombrado presidente del parlamento danés, en sustitución de Pia Kjærsgaard.